# La Provincia

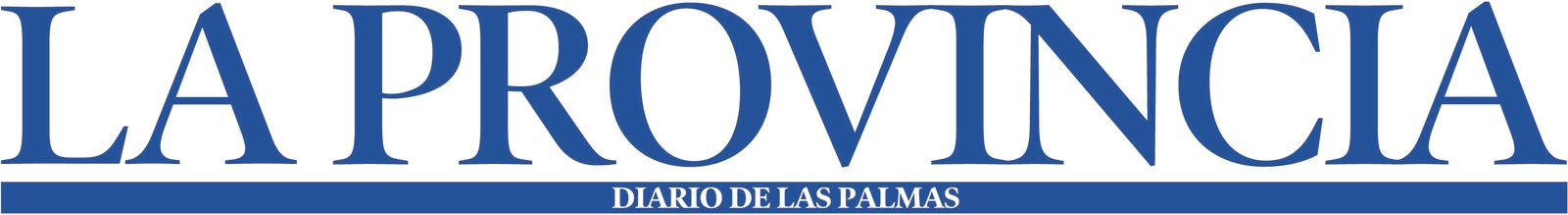

La Provincia (sous-titré Diario de Las Palmas) est un journal de la province de Las Palmas (Îles Canaries, Espagne). Il est issu de la fusion en janvier 2000 de Diario de Las Palmas (1893) et de La Provincia (1911).

## Personnalités liées au journal
- Fernando Bruquetas de Castro (1953-)[1]